# Guignicourt

Guignicourt este o comună în departamentul Aisne din nordul Franței. În 1 ianuarie 2018 avea o populație de 2.211 de locuitori.